# Michael McDonald (lekkoatleta)
Michael McDonald (ur. 17 marca 1975) – jamajski lekkoatleta, sprinter, wielokrotny medalista igrzysk olimpijskich i mistrzostw świata. Brat Beverly McDonald.
Największy indywidualny sukces odniósł jako nastolatek, kiedy to został złotym medalistą Mistrzostw Świata Juniorów w Lekkoatletyce (bieg na 400 m Lizbona 1994). W późniejszych latach wielokrotnie reprezentował Jamajkę na międzynarodowych imprezach, jednak największe jego sukcesy związane są ze sztafetą 4 x 400 metrów:
- srebro Mistrzostw Świata Juniorów w Lekkoatletyce (Lizbona 1994)
- srebrny medal podczas Mistrzostw Świata w Lekkoatletyce (Göteborg 1995)
- srebrny medal igrzysk panamerykańskich w konkurencji sztafety 4 × 400 metrów (Mar del Plata 1995)[1]
- brązowy medal na Letnich Igrzyskach Olimpijskich (Atlanta 1996)
- srebro na Halowych Mistrzostwach Świata w Lekkoatletyce (Paryż 1997)
- brąz podczas Mistrzostw Świata w Lekkoatletyce (Ateny 1997)
- złoto na Igrzyskach Wspólnoty Narodów (Kuala Lumpur 1998)
- 3. miejsce podczas Pucharu Świata w Lekkoatletyce (Johannesburg 1998) - jako członek reprezentacji Ameryki Północnej (bez USA, które wystawiają osobą reprezentację).
- złoto podczas Igrzysk Panamerykańskich (Winnipeg 1999)
- srebro podczas Mistrzostw Świata w Lekkoatletyce (Sewilla 1999) - po dyskwalifikacji pierwszych na mecie Amerykanów
- srebrny (po dyskwalifikacji pierwszych na mecie Amerykanów za doping jednego z biegaczy) medal na Letnich Igrzyskach Olimpijskich (Sydney 2000)
- brąz na Halowych Mistrzostwach Świata w Lekkoatletyce (Lizbona 2001)
- 1. miejsce podczas Pucharu Świata w Lekkoatletyce (Madryt 2002) - jako członek reprezentacji Ameryki Północnej (bez USA, które wystawiają osobą reprezentację).
- złoto na Halowych Mistrzostwach Świata w Lekkoatletyce (Budapeszt 2004)

## Rekordy życiowe
- bieg na 200 m - 21.08 (1996)
- bieg na 400 m - 44.64 (1996)
- bieg na 400 m (hala) - 46.49 (2002)